# Frente de la Izquierda Anticapitalista Griega
El Frente de la Izquierda Anticapitalista Griega (en griego: Αντικαπιταλιστική Αριστερή Συνεργασία για την Ανατροπή, ΑΝΤ.ΑΡ.ΣΥ.Α., Antikapitalistikí Aristerí Synergasía gia tin Anatropí, Ant.Ar.Sy.A, "Cooperación Anticapitalista de Izquierda para el Derrocamiento") es una coalición de unas organizaciones de la izquierda radical política en Grecia. La palabra griega antarsia (que se pronuncia como el acrónimo Antarsya) significa "motín". ANTARSYA se describe como " anticapitalista, revolucionario, comunista de izquierda y ecologista radical ".
ANTARSYA fue fundado el 22 de marzo de 2009 en Atenas por 10 organizaciones y militantes independientes relacionados con el Frente Radical de Izquierda (MERA) y Unión Anticapitalista de Izquierda (ENANTIA) con la excepción del Partido de Revolucionario de los Trabajadores (EEK). Estas organizaciones vienen de diferentes corrientes de izquierda en los alrededores del Partido Comunista de Grecia (KKE) y miembros del KKE Interior al Maoismo y Trotskismo.

## Miembros
Las organizaciones que componen a ANTARSYA son:
- Ecologistas Alternativos (O.E.) de tendencia ecosocialista.
- Grupo de Izquierda (A.S.) de tendencia maoísta y escisión de ARAS.
- Nueva Corriente de Izquierda (NAR) de tendencia marxista-leninista y escisión del KKE.
- Organización de los Comunistas Internacionalistas de Grecia–Espartaco, de tendencia trotskista y sección griega del Secretariado Unificado (OKDE-Spártakos).
- Movimiento Comunista Revolucionario de Grecia (EKKE) de tendencia maoísta y miembro de la vieja coalición MERA.
- Partido Socialista de los Trabajadores (SEK) de tendencia cliffista y sección griega de la IST.

La Organización de los Comunistas Internacionalistas de Grecia–Lucha Obrera (en griego: Οργάνωση Κομμουνιστών Διεθνιστών Ελλάδας–Eργατική Πάλη, Organosi Kommouniston Diethniston Elladas–Ergatiki Pale), a pesar de haber sido parte de la fundación de ANTARSYA, dejó la coalición el 18 de mayo de 2009.
ANTARSYA se basa en asambleas locales de militantes a nivel de la ciudad o de barrio con un comité central coordinador en Atenas. También hay periódicamente asambleas nacionales ANTARSYA.
Recomposición de Izquierda (ARAN) y el Grupo de Izquierda Anticapitalista (ARAS), ambas de tendencia maoísta, eran parte de la coalición hasta agosto de 2015 cuando se fueron para unirse a Unidad Popular.